# Charles Donker
Pour les articles homonymes, voir Donker.
Charles Donker est un graveur néerlandais né le 23 avril 1940 à Utrecht (Pays-Bas).

## Biographie
Élève de l'Academie voor Kunst en Vormgeving (académie d'art et de design) de Bois-le-Duc, il commence à travailler dans une entreprise d'Utrecht (Genootschap Kunstliefde) comme décorateur et concepteur de mosaïque. Il se marie en 1967 et fait de fréquents voyages dans le Sud de la France (Provence, Ardèche...).
Il obtient en 1967 une bourse du Beeldende Kunstenaars Regeling et se consacre au dessin et à la gravure. Il achète en 1970 une maison forestière à la sortie d'Utrecht, près de la forteresse de Rhijnauwen, qui marque la suite de sa création.
En 1974, il illustre De verschikkelijk verlegen vogelverschikker de Karel Eykman (nl), aux éditions De Harmonie. Une exposition personnelle lui est consacrée à Utrecht (Centraal Museum) en 1976, tandis qu'il est régulièrement montré à Amsterdam (galerie Petit) et Utrecht. Une exposition à l'Institut néerlandais de Paris lui est consacré en 1975.
Dans les années 1990 et 2000, il effectue plusieurs voyages avec le groupe Artists for Nature.
Ses œuvres sont achetées en grand nombre respectivement par le Rijksmuseum en 2010 et la fondation Custodia (2012). Il reçoit la Maartenspenning (médaille de Saint-Martin), médaille honorifique de la ville d'Utrecht en 2011. Comprenant à l'origine des personnages, ses estampes se font dès les années 1970 naturalistes : il grave à l'eau-forte, parfois à l'aquatinte, des paysages, des bois ou des pommes de pin, parfois des animaux sauvages. Son catalogue comprend plus de six cents numéros.
Le catalogue raisonné de ses œuvres a été publié par Jan Piet Filedt Kok sur le site du RKD (Rijksbureau voor Kunsthistorische Documentatie).

## Expositions personnelles
- Charles Donker, D'abord regarder, Fondation Custodia, Paris (2021-22)[4]

## Prix et distinctions
- 1976 : (international) « Honor List »[5], de l' IBBY, catégorie Illustration, pour De verschikkelijk verlegen vogelverschikker (texte de Karel Eykman (nl))